# Generismo
El generismo o genderismo, es el sistema social o creencia cultural de que el género es binario: es decir, de que existen (o deberían existir) solo dos géneros, masculino y femenino, con las características de cada uno inherentemente relacionadas con el sexo asignado al nacer.
Entre estas características se incluyen expectativas de vestimenta, comportamiento, orientación sexual, nombres y pronombres, preferencia de aseo, entre otras. Estas expectativas pueden reforzar actitudes negativas, prejuicios y discriminación  contra las personas con expresiones de género no normativas o con identidades de género distintas a la asignada.
El generismo es especialmente relevante para las personas transgénero, ya que es una ideología en la que se basa la transfobia y la discriminación contra las personas no binarias. Al igual que la transfobia es paralela a la homofobia, el generismo es paralelo al heterosexismo, que es la idea de que la heterosexualidad es la orientación sexual por defecto o más deseable en comparación al resto de orientaciones. Otro concepto relacionado es la heteronormatividad, la idea de que los géneros masculino y femenino y la heterosexualidad son la norma social.

## En la comunidad LGBT
Dentro de la comunidad LGBT, el generismo puede crear estructuras de poder institucionalizadas, lo que puede provocar que personas no binarias sufran discriminación y acoso dentro de la comunidad LGBT. La mayor parte de esta discriminación tiene su origen en las expectativas sociales del género que se manifiestan en la comunidad LGBT. Pero muchas personas LGBT y muchos grupos de activismo juveniles luchan contra el generismo intracomunitario.

### Discriminación  en México
El Consejo Nacional para prevenir la discriminación (2018) en el combate a la homofobia informó lo siguiente:
En México, la discriminación ejercida por orientación sexual, identidad y expresión de género o por características sexuales es un fenómeno estructural que muy lejos de limitarse a casos que sean aislados o aleatorios, son una forma de exclusión que se manifiesta en acciones repetidas y generalizadas que sobre la base de estereotipos restringen los derechos de las personas.”
Según Gloria Careaga, investigadora del Programa Universitario de Estudios de Género de la universidad nacional autónoma de México (UNAM), México es la segunda nación con mayor índice de crímenes por homofobia -sólo superada por Brasil- y la CDMX es donde se comete en mayor medida este tipo de delitos.
La Comisión Ciudadana contra los Crímenes de Odio por Homofobia (CCCOH) informó que en el periodo 1995-1998, habían perdido la vida de manera violenta 164 personas homosexuales en México debido a su orientación sexual. En su último informe, en 2013, la cifra llegó a 887 personas asesinadas, en promedio 50 personas por año, siendo 2012 cuando más crímenes se reportaron: 97.
En un estudio realizado en la Ciudad de México, se estudió los efectos de la violencia, discriminación y salud mental de la sociedad LGBTTTQI, se muestra la frecuencia con la que los entrevistados han sido objeto de distintas formas de discriminación y violencia interpersonal, así como de los daños a la salud. Las formas más frecuentes de discriminación fueron: No los contrataron en un empleo (13,0%). Amenaza, extorsión y detención por policías (11,0%). Maltrato por parte de empleados (10,0%). Las formas de violencia más frecuentes fueron: Ofensas verbales (32,0%). Acoso sexual (18,0%). "Molestaron sexualmente" (15,0%). Asalto (12,0%). Siguieron o persiguieron (12,0%). Amenazas verbales (11,0%).
Cuatro de cada diez entrevistados informaron ideación suicida y poco más de una quinta parte (25,0%) comunicó haber intentado suicidarse. Un tercio de la población presentó sintomatología indicativa de trastornos mentales comunes y una quinta parte presenta riesgo de tener alcoholismo. En las mujeres fueron más altas las prevalencias de intento de suicidio y trastornos mentales comunes (Ortiz-Hernández, Luis, & García Torres, María Isabel, 2005).